# Santa Bárbara de Nexe
Santa Bárbara de Nexe is een plaats (freguesia) in de Portugese gemeente Faro en telt 4119 inwoners (2001).